# ثائر أحمد
ثائر أحمد، مُدرب عراقي بكُرة قدم. تم اختياره أكثر مِن مرّة أفضل مُدرب بالعراق. درب «الطلبة»، «أربيل» ونادي «بغداد»، وحصل مع «الطلبة» على لقب الدوري لموسم 2002/2001، وبطولة كأس العراق في الموسم ذاته، وكأس المثابرة لموسم 2002-2003، وكأس العراق أيضاً. أشرف على مُنتخب رديف العراق وخاض مُباراة ضد مُنتخب سوريا الأول في سوريا وحقق الفوز بهدفين لهدف. وشارك مع المُنتخب ببُطولة التضامن الإسلامي بالسعودية. قاد «بغداد» لتحقيق نتائج جيّدة ومراكز مهمة في الدوري العراقي. ترك تدريب الفريق حسب وصفه بمؤامرة في الموسم 2014-2015 ليحل مُساعده أحمد خلف بديلاً عنه. مُدرب مستمر بقيادة الفرق وقد درب نادي نفط الوسط موسم 2016-2015 مرحلة الثانية فقط وفي نهاية الموسم تمت إقالته والان يدرب نادي الزوراء.